# Церковь в Вайсиге
Деревенская церковь в Вайсиге (нем. Dorfkirche Weißig) — протестантская деревенская церковь в районе Вайсиг (нем. Weißig) города Гера, здание которой было построено в 1732 году — на месте придорожной часовни, снесённой в 1728.

## История и описание
Протестантская церковь в деревне Вайсиг (сегодня — район города Гера) была построена в 1732 году на месте, где раньше располагалась небольшая придорожная часовня, снесённая в 1728. В 1833 году храм был отремонтирован: была заменена крыша колокольни, шпиль которой был дополнен позолоченным шаром и флюгером. Ещё один ремонт состоялся уже после Второй мировой войны, в 1972 году: он занял несколько лет, в течение которых церковь была закрыта. В период второго объединения Германии, в 1991 году, в здании были заменены окна — а десять лет спустя были отремонтированы крыша и фасад. В 1801 году приход деревни Вайсиг смог приобрести небольшой барочный орган, созданный в 1740 для часовни замка, расположенного в саксонском городе Лихтенштейн (Лихтенштайн). В тот период утверждалось, что это был единственный сохранившийся инструмент созданный органным мастером Криштианом Эрнстом Фридерихом, а также — один из его первых проектов. В 2010 году, во время ремонта самого здания, орган был отремонтирован и отреставрирован.